# Ліонська консерваторія
Ліонська консерваторія (Conservatoire national supérieur musique et danse de Lyon — Національна вища консерваторія музики і танцю в Ліоні) — вищий навчальний заклад в Ліоні, одна із двох вищих національних консерваторій Франції (інша — в Парижі).
Закладена 1980 року. Структура консерваторії включає відділи струнних, дерев'яних духових, мідних духових, вокально-диригентський, фортепіанний, композиторський, старовинної музики, камерної музики і танцю. Бюджет навчального закладу сягає 11 048 054 €, дотації — 9 632 911 €.